# رد الفعل: الحرب غير المعلنة ضد المرأة الأمريكية
ردة فعل: الحرب غير المعلنة ضد المرأة الأمريكية هو كتاب صدر عام 1991 من تأليف سوزان فالودي وحاز على جائزة بوليتزر ، تجادل بأن هناك رد فعل من قبل وسائل الإعلام «رد فعل عنيف» ضد تقدم الحركة النسوية البادءة عام 1970s. تقول فالودي بأن رد الفعل هذا نتيجة افترض حركة تحرير المرأة كمصدر للعديد من المشاكل التي تعاني منها النساء منذ أواخر 1980s.
تجادل أيضا أن العديد من هذه المشاكل وهمية، نشأت من قبل وسائل الإعلام دون وجود أدلة موثوق بها. وفقا لفالودي.
صدر الكتاب سنة 1991